# Ledeburit

Biểu đồ pha sắt-cacbon, chỉ ra khu vực mà ledeburit xuất hiện.

Trong luyện kim sắt thép, ledeburit là hỗn hợp chứa 4,43% cacbon trong sắt và nó là hỗn hợp eutecti (cùng tinh) của austenit và cementit. Ledeburit không phải là một loại thép do hàm lượng cacbon quá cao, mặc dù nó có thể xuất hiện như một hợp phần tách biệt trong một số loại thép cacbon cao. Nó chủ yếu được tìm thấy với cementit hoặc pearlit trong một loạt các loại gang đúc.
Nó được đặt tên theo nhà luyện kim Karl Heinrich Adolf Ledebur (1837–1906). Ông là giáo sư luyện kim đầu tiên tại Bergakademie Freiberg và phát hiện ra ledeburit năm 1882. Ông gọi nó là mischkristalle.
Ledeburit sinh ra khi hàm lượng cacbon trong khoảng từ 2,06% tới 6,67%. Hỗn hợp eutecti của austenit và cementit là 4,3% cacbon, Fe3C:2Fe, với điểm nóng chảy là 1.147 °C (2.097 °F).
Ledeburit-II (ở nhiệt độ môi trường xung quanh) bao gồm cementit-I với cementit thứ cấp tái kết tinh (tách ra từ austenit khi kim loại nguội đi) và với pearlit (khi làm nguội chậm). Pearlit sinh ra từ phân rã eutectoid (cùng tích) của austenit bắt nguồn từ ledeburit-I ở 723 °C (1.333 °F). Trong quá trình làm nguội nhanh hơn thì bainit có thể phát triển thay vì pearlit, và với làm nguội cực nhanh thì martensit có thể phát triển.